# Prolasius depressiceps
Prolasius depressiceps é uma espécie de formiga do gênero Prolasius, pertencente à subfamília Formicinae.